# Кубок України з футболу серед аматорів 1998—1999
Кубок України з футболу серед аматорів 1998/1999 — третій розіграш Кубка України серед аматорів, другий під егідою ААФУ. Проводився з 25 жовтня 1998 по 17 червня 1999 року. На всіх етапах команда-переможець визначалася за підсумками двох матчів.

## Учасники
У розіграші Кубка взяли участь 25 аматорських команд з 20 областей України.
| Команда               | Місто/село             | Область           |
| --------------------- | ---------------------- | ----------------- |
| «Арсенал»             | м. Харків              | Харківська        |
| «Бескид»              | м. Надвірна            | Івано-Франківська |
| «Геркулес»            | м. Новоукраїнка        | Кіровоградська    |
| ГПЗ                   | смт Варва              | Чернігівська      |
| «Динамо»              | м. Львів               | Львівська         |
| «Дністер»             | м. Новодністровськ     | Чернівецька       |
| «Дністер»             | смт Овідіополь         | Одеська           |
| «Дружба-Хліб України» | смт Магдалинівка       | Дніпропетровська  |
| «Екіна»               | м. Алмазна             | Луганська         |
| «ЗАлК»                | м. Запоріжжя           | Запорізька        |
| «Кіровець»            | м. Могилів-Подільський | Вінницька         |
| «Кристал»             | с. Пархомівка          | Харківська        |
| КХП                   | смт Черняхів           | Житомирська       |
| «Лисоня»              | м. Бережани            | Тернопільська     |
| «Нива»                | м. Теребовля           | Тернопільська     |
| «Нива-Текстильник»    | м. Дунаївці            | Хмельницька       |
| «Паланок»             | м. Мукачеве            | Закарпатська      |
| СК «Первомайськ»      | м. Первомайськ         | Миколаївська      |
| «Сула»                | м. Лубни               | Полтавська        |
| «Троянда-Експрес»     | с. Гірка Полонка       | Волинська         |
| СК «Трускавець»       | м. Трускавець          | Львівська         |
| «Харчовик»            | с. Попівка             | Сумська           |
| «Чайка»               | м. Вишгород            | Київська          |
| «Шахта Україна»       | м. Українськ           | Донецька          |
| «Явір»                | смт Цумань             | Волинська         |

## 1/16 фіналу
|                                    | Заг. |                                      | Матч 1 | Матч 2 |  |
| ---------------------------------- | ---- | ------------------------------------ | ------ | ------ |  |
| 25 жовтня і 1 листопада 1998 року. |      |                                      |        |        |  |
| «Шахта Україна» (Українськ)        | 4:3  | «Екіна» (Алмазна)                    | 1:0    | 3:3    |  |
| «Геркулес» (Новоукраїнка)          | 0:2  | «ЗАлК» (Запоріжжя)                   | 0:2    | -:+    |  |
| «Кристал» (Пархомівка)             | 1:2  | «Дружба-Хліб України» (Магдалинівка) | 1:0    | 0:2    |  |
| «Харчовик» (Попівка)               | +:-  | «Сула» (Лубни)                       |        |        |  |
| «Троянда-Експрес» (Гірка Полонка)  | +:-  | СК «Трускавець»                      |        |        |  |
| «Чайка» (Вишгород)                 | 2:5  | «Нива» (Теребовля)                   | 0:0    | 2:5    |  |
| «Лисоня» (Бережани)                | +:-  | «Нива-Текстильник» (Дунаївці)        |        |        |  |
| «Дністер» (Новодністровськ)        | 0:7  | «Кіровець» (Могилів-Подільський)     | 0:3    | 0:4    |  |
| «Паланок» (Мукачеве)               | +:-  | «Бескид» (Надвірна)                  |        |        |  |

## 1/8 фіналу
|                                  | Заг. |                                      | Матч 1 | Матч 2 |  |
| -------------------------------- | ---- | ------------------------------------ | ------ | ------ |  |
| 7 і 15 листопада 1998 року.      |      |                                      |        |        |  |
| СК «Первомайськ»                 | 0:6  | «Дністер» (Овідіополь)               | 0:0    | 0:6    |  |
| 8 і 15 листопада 1998 року.      |      |                                      |        |        |  |
| «Арсенал» (Харків)               | 1:1  | ГПЗ (Варва)                          | 1:1    | 0:0    |  |
| «ЗАлК» (Запоріжжя)               | 1:2  | «Шахта Україна» (Українськ)          | 1:0    | 0:2    |  |
| «Харчовик» (Попівка)             | -:+  | «Дружба-Хліб України» (Магдалинівка) |        |        |  |
| «Кіровець» (Могилів-Подільський) | 0:4  | «Троянда-Експрес» (Гірка Полонка)    | 0:0    | 0:4    |  |
| «Лисоня» (Бережани)              | -:+  | «Нива» (Теребовля)                   |        |        |  |
| «Явір» (Цумань)                  | -:+  | «Динамо» (Львів)                     |        |        |  |
| «Паланок» (Мукачеве)             | -:+  | КХП (Черняхів)                       |        |        |  |

## Чвертьфінали
|                                      | Заг. |                             | Матч 1 | Матч 2 |    |
| ------------------------------------ | ---- | --------------------------- | ------ | ------ | -- |
| 14 і 21 квітня 1999 року.            |      |                             |        |        |    |
| «Дністер» (Овідіополь)               | 0:2  | ГПЗ (Варва)                 | 0:0    | 0:2    |    |
| «Троянда-Експрес» (Гірка Полонка)    | 2:0  | «Нива» (Теребовля)          | 2:0    | 0:0    |    |
| 18 і 21 квітня 1999 року.            |      |                             |        |        |    |
| «Динамо» (Львів)                     | 6:1  | КХП (Черняхів)              | 5:1    | 1:1    |    |
| 14 і 23 квітня 1999 року.            |      |                             |        |        |    |
| «Дружба-Хліб України» (Магдалинівка) | 1:2  | «Шахта Україна» (Українськ) | 2:1    | 1:3    | дч |

## Півфінали
|                             | Заг. |                                   | Матч 1 | Матч 2 |  |
| --------------------------- | ---- | --------------------------------- | ------ | ------ |  |
| 12 і 19 травня 1999 року.   |      |                                   |        |        |  |
| «Шахта Україна» (Українськ) | 2:3  | ГПЗ (Варва)                       | 2:2    | 0:1    |  |
| «Динамо» (Львів)            | 3:3  | «Троянда-Експрес» (Гірка Полонка) | 3:2    | 0:1    |  |

## Фінал
| 13 червня 1999 17:00 (UTC+3) |

| ГПЗ (Варва)                                      | 4:0      | «Троянда-Експрес» (Гірка Полонка) |
| ------------------------------------------------ | -------- | --------------------------------- |
| Зелінський 43' Корнєв 57' Кондак 68' Галушка 81' | протокол |                                   |

| Варва, стадіон «Юність» Глядачів: 2 000 Арбітр: Геннадій Коваленко (Київ) |

| 17 червня 1999 17:00 (UTC+3) |

| «Троянда-Експрес» (Гірка Полонка)         | 3:3      | ГПЗ (Варва)                           |
| ----------------------------------------- | -------- | ------------------------------------- |
| Круковець 68' Лукашенко 74' Лукашенко 87' | протокол | Корнєв 10' Зелінський 65' Галушка 72' |

| Луцьк, стадіон «Авангард» Глядачів: 400 Арбітр: Ігор Ярковий (Фастів) |

| Володар Кубка України серед аматорів 1998—1999 |
| ---------------------------------------------- |
| ГПЗ (Варва) Вперше                             |

## Найкращі бомбардири
Микола Баглай («Динамо» Львів), Олександр Кучеренко («Шахта Україна») — по 4.